# Sarkadkeresztúr megállóhely
Sarkadkeresztúr megállóhely egy Békés vármegyei vasúti megállóhely Sarkadkeresztúr településen, a MÁV üzemeltetésében. A település központjától mintegy 3,5 kilométerre kelet-északkeleti irányban, külterületen fekszik, közúti megközelítését a 4219-es útból kiágazó 42 342-es számú mellékút biztosítja.

## Vasútvonalak
A megállóhelyet az alábbi vasútvonalak érintik:
- Kötegyán–Püspökladány-vasútvonal

## Kapcsolódó állomások
A megállóhelyhez az alábbi állomások vannak a legközelebb:
- Méhkerék megállóhely (Kötegyán–Püspökladány-vasútvonal)
- Okány vasútállomás (Kötegyán–Püspökladány-vasútvonal)

## Forgalom
| Járat        | Útvonal | Gyakoriság        |
| ------------ | --- | ----------------- |
| személyvonat | Békéscsaba – Fényes – Bicere – Gyula (– Gyulai városerdő) – József Szanatórium – Sarkadi Cukorgyár – Sarkad – Kötegyán – Méhkerék – Sarkadkeresztúr – Okány – Vésztő                                               | Kb. 2 óránként    |
| személyvonat | Békéscsaba → Fényes → Bicere → Gyula (→ Gyulai városerdő) → József Szanatórium → Sarkadi Cukorgyár → Sarkad → Kötegyán → Méhkerék → Sarkadkeresztúr → Okány → Vésztő → Szeghalom → Körösladány → Dévaványa → Gyoma | Napi 2 Gyoma felé |